# 家雨燕
为雨燕科雨燕屬下的一个种。牠們分布於日本、尼泊爾和東南亞。牠們能夠在飛行時交替關閉大腦的半球，以進行長距離飛行。
小雨燕曾被認為是歐洲小雨燕的一個亞種，名為Apus affinis subfurcatus。

## 描述
小雨燕的外觀與歐洲小雨燕非常相似。 它是一種小型鳥類，但屬於中等大小的雨燕，翼展為12.5-14.5公分。牠們的體長範圍為14到16公分，體重約為20-35克。這種雨燕有一條深色且略微分叉的尾巴。除了白色的腰帶和喉部的白斑外，小雨燕的羽毛為黑色，比歐洲小雨燕的顏色更深。

## 分類
學名Apus nipalensis由兩部分組成。Apus是雨燕的屬名，來自拉丁文，意指無足的雨燕或燕子。Nipalensis意指來自尼泊爾。
目前，小雨燕有四個亞種：Apus nipalensis nipalensis、Apus nipalensis subfurcatus、Apus nipalensis furcatus和Apus nipalensis kuntzi。

## 棲地與分布
小雨燕主要在空中活動，大部分時間都在空中覓食。 小雨燕通常分布於亞洲大陸。每個亞種在亞洲大陸的分布略有不同。
- Apus nipalensis nipalensis分布於從尼泊爾到中國東南部、日本和東南亞部分地區
- Apus nipalensis subfurcatus分布於馬來半島和東南亞的其他島嶼
- Apus nipalensis furcatus分布於印度尼西亞的爪哇和峇里島
- Apus nipalensis kuntzi僅分布於台灣島[6]

小雨燕生活在亞洲的城市和鄉村地區。牠們曾在尼泊爾的山區和中國、越南及香港的城市和城鎮中被發現。2012年在北美只被發現過一次；該鳥經過DNA測序確認為小雨燕。然而，這次觀察未被接受，因為發現時鳥已死亡。

## 行為
小雨燕主要在兩種地方築巢：懸崖或城市地區。 在城市地區築巢時，這種雨燕傾向於選擇建築物的屋簷下或隧道內。許多小雨燕在越南附近的離岸島嶼的懸崖上築巢。小雨燕用唾液將樹葉、樹枝和羽毛黏合在一起築巢。

### 繁殖
小雨燕每年有一個繁殖期，通常每年繁殖兩窩。第一次下蛋期需要三週時間。到6月初，第一窩的小鳥已經全部飛出巢穴。幾週後，第二窩開始孵化。最後一窩的小鳥在9月中旬前離巢。每窩蛋的數量可能不同，通常為一到五顆。孵卵期可以持續20到30天不等。

### 覓食
像許多燕子和雨燕一樣，小雨燕在空中覓食。牠們主要以空中分布的小型生物為食。糞便分析顯示，小雨燕的飲食幾乎完全來自節肢動物門。 這主要包括螞蟻、蜘蛛、蚊子和蒼蠅，但不限於此。

### 聲音
小雨燕發出ti-ti-ti-tititrrrrrr的聲音， 以及許多其他聲音，作為牠們的聲音目錄的一部分。

## 遷徙
目前對小雨燕的遷徙研究不多。牠們曾在澳大利亞北部和印度被記錄到，這表明牠們在冬季可能有某種遷徙活動。

## 扩展阅读
- 維基物種上的相關：家雨燕

1. ↑  . The IUCN Red List of Threatened Species 2012.   [26 November 2013] （英语）.
2. ↑  Lin, Jie-Ru; Zhou, Hua; Lai, Xiao-Ping; Hou, Yan; Xian, Xiao-Min; Chen, Jian-Nan; Wang, Pei-Xun; Zhou, Lian; Dong, Yan. . Food Research International. 2009-10-01, 42 (8): 1053–1061. ISSN 0963-9969. doi:10.1016/j.foodres.2009.04.014.
3. 1 2 3 4  Chantler, P, P. . Birds of the World. 2020  [October 9, 2023]. （原始内容存档于2024-03-04）.
4. ↑  Jobling, James A.  1. Aufl. London: Christopher Helm. 2010. ISBN 978-1-4081-2501-4.
5. 1 2  Chung, Chun Ting; Wong, Hok Sze; Kwok, Man Long; Meng, Qi; Chan, King Ming. . Avian Research. 2021-02-03, 12 (1): 5. ISSN 2053-7166. doi:10.1186/s40657-021-00242-z .
6. ↑  Clements, J. F.; Schulenberg, T. S.; Iliff, M. J.; Billerman, S. M.; Fredericks, T. A.; Gerbracht, J. A.; Lepage, D.; Sullivan, B. L.; Wood, C. L. . 2021  [2022-08-22]. （原始内容存档于2022-03-12）.
7. ↑  Szabo, Ildiko; Walters, Kimberly; Rourke, James; Irwin, Darren E. . The Wilson Journal of Ornithology. June 2017, 129 (2): 411–416. ISSN 1559-4491. doi:10.1676/16-095.1 （英语）.
8. 1 2  Nguyên quang, Phach; Voisin, Jean-François; Lâm Ngoc, Tuân. . Revue d'Écologie (La Terre et La Vie). 2006, 61 (4): 383–395  [2024-09-13]. ISSN 0249-7395. doi:10.3406/revec.2006.1332. （原始内容存档于2024-06-03） （法语）.